# 17 февраля
17 февраля — 48-й день года  по григорианскому календарю.
До конца года остаётся 317 дней (318 дней в високосные годы).
До 15 октября 1582 года — 17 февраля по юлианскому календарю, с 15 октября 1582 года — 17 февраля по григорианскому календарю.
В XX и XXI веках соответствует 4 февраля по юлианскому календарю.

## Праздники и памятные дни
См. также: Категория:Праздники 17 февраля

### Национальные
- Косово — День независимости[2].
- Россия — День российских студенческих отрядов[3].

### Религиозные

#### Католицизм
- Память святого Алессио Фалькониери[англ.];
- память святого Констабилиса;
- память Финтана Клоненахского.

#### Православие[4]
- Память преподобного Исидора Пелусиотского (ок. 436—440);
- память благоверного великого князя Георгия (Юрия) Всеволодовича Владимирского (1238), основателя Нижнего Новгорода;
- память преподобного Кирилла Новоезерского (Новгородского) (1532);
- память священномученика Мефодия (Краснопёрова), епископа Петропавловского (1921);
- память священномучеников Евстафия Сокольского, Иоанна Артоболевского, Александра Минервина, Сергия Соловьёва, Иоанна Алешковского, Александра Соколова, Николая Кандаурова, Алексия Княжеского, Николая Голышева, Алексия Шарова, Александра Покровского, Аркадия Лобцова, Бориса Назарова, Михаила Рыбина, Николая Поспелова, Алексия Лебедева, Андрея Беднова, Димитрия Кедроливанского, Иоанна Тихомирова, Петра Соколова, пресвитеров, преподобномучеников Серафима (Вавилова), архидиакона, Феодосия (Бобкова), иеромонаха, преподобномучениц Рафаилы (Вишняковой), схимонахини, Анны Ефремовой, Марии Виноградовой, Екатерины Декалиной, послушниц и мучеников Иоанна Шувалова, Василия Иванова, Димитрия Ильинского, Феодора Пальшкова и Димитрия Казамацкого (1938);
- память мученика Иадора (III в.);
- память священномученика Аврамия, епископа Арвильского (ок. 344—347)[5];
- память преподобного Николая исповедника, игумена Студийского (868);
- память преподобных Авраамия и Коприя Печенгских, Вологодских (XV в.);
- память всех преподобных отцов, в подвиге просиявших (переходящее празднование в 2018 году)

### Именины
- Католические: Алексис, Констабилис, Финтан.
- Православные: Авраамий, Александр, Алексей, Андрей, Анна, Аркадий, Борис, Василий, Георгий, Дмитрий, Евагрий, Евстафий, Екатерина, Иадор, Иасим, Иван, Иосиф, Исидор, Кирилл, Коприй, Мария, Мефодий, Михаил, Николай, Пётр, Рафаила, Серафим, Сергей, Фалалей, Феоктист, Фёдор, Юрий[6].

### Другие
- День спонтанного проявления доброты [7].

## События
См. также: Категория:События 17 февраля

### До XIX века
- 1454 — герцог Бургундии Филипп III Добрый дал «клятву фазана», обязавшись примкнуть к собиравшемуся Папой крестовому походу.
- 1500 — произошла битва при Хеммингштедте, в которой датские королевские войска были разгромлены ополчением крестьянской республики Дитмаршен.
- 1600 — по решению светского суда Джордано Бруно предали сожжению в Риме, на площади Цветов.
- 1720 — между Испанией и странами Четверного союза подписан Гаагский договор, завершивший Войну четверного альянса.
- 1740
  - Зафиксирован рекордный для Санкт-Петербурга мороз — минус 40 °C.
  - Шутовская свадьба князя Михаила Голицына и калмычки Авдотьи Бужениновой в специально построенном Ледяном доме в Санкт-Петербурге.

### XIX век
- 1814 — Наполеон I разбил русскую армию под командованием графа Палена в битве под Морманом.
- 1831 — битва под Калушином и бой под Добрым в ходе Польского восстания 1830—1831 гг.[8][9]
- 1852 — в Санкт-Петербурге, на Дворцовой набережной, впервые открыт для публики музей «Эрмитаж».
- 1854 — Великобритания признала независимость Оранжевой Республики.
- 1855 — Крымская война: русские войска предприняли неудачный штурм Евпатории.
- 1859 — в ходе Кохинхинской кампании после двухдневной осады[англ.] франко-испанские силы взяли Сайгон.
- 1863 — в ходе Польского восстания 1863 года произошёл бой под Меховом, победу в котором одержали императорские войска.
- 1864 — во время Гражданской войны в США произошло первое в истории успешное боевое применение подводной лодки. В чарльстонской бухте подводная лодка Конфедерации «Эйч Эл Ханли» (H. L. Hunley) потопила паровой шлюп Союза «Хаусатоник» (Housatonic).
- 1880 — совершено пятое покушение на императора Александра II. Взрыв в Зимнем дворце в Санкт-Петербурге, подготовленный Степаном Халтуриным.

### XX век
- 1905 — Революция 1905—1907 годов в России: Иван Каляев убил в Москве великого князя Сергея Александровича. Каляев был повешен в мае 1905 года.
- 1919 — Украинская Народная Республика запросила помощи Антанты и США для борьбы с большевиками.
- 1935 — принято Постановление Совнаркома СССР и ЦК ВКП(б) «Об организации Всесоюзной сельскохозяйственной выставки в Москве».
- 1943 — Вторая мировая война: после восстания подпольщиков в Павлограде против немецко-итальянского гарнизона советские войска заняли город.
- 1944
  - Вторая мировая война: закончилась Корсунь-Шевченковская операция.
  - Вторая мировая война: американская авиация начала налёт на Трук на Каролинских островах.
  - Вторая мировая война: началась битва за Эниветок.
- 1947 — радиостанция «Голос Америки» начала вещание на Советский Союз.
- 1966 — катастрофа Ту-114. 21 погибший, 18 раненых.
- 1972 — образован Научно-исследовательский вычислительный центр АН СССР.
- 1979 — Народно-освободительная армия Китая вторгается во Вьетнам. Начало китайско-вьетнамской войны.
- 1982 — на экраны вышел фильм Татьяны Лиозновой «Карнавал» с Ириной Муравьёвой в главной роли.
- 1983 — «день рождения» языка программирования Ада.
- 1993 — в России постановлением правительства учреждено АО «Газпром».
- 1999 — Совет Федерации ратифицировал Договор о дружбе, сотрудничестве и партнёрстве между Российской Федерацией и Украиной 1997 года.

### XXI век
- 2006 — оползень в Южном Лейте на Филиппинах в результате проливных дождей, более 1100 погибших.
- 2008 — в Республике Косово парламент провозглашает независимость от Сербии.
- 2024 — вторжение России на Украину: российские войска заняли руины Авдеевки в Донецкой области, бои за которую шли два года.

## Родились
См. также: Категория:Родившиеся 17 февраля

### До XIX века
- 624 — У Цзэтянь (ум. 705), китайская императрица.
- 1490 — Карл III де Бурбон (ум. 1527), французский полководец, 8-й граф де Бурбон, граф де Монпансье.
- 1653 — Арканджело Корелли (ум. 1713), итальянский скрипач и композитор.
- 1723 — Тобиас Майер (ум. 1762), немецкий картограф и астроном, исследователь движения Луны.
- 1740
  - Орас Бенедикт де Соссюр (ум.1799), швейцарский геолог, ботаник и альпинист.
  - Джон Салливан (ум. 1795), американский генерал.
- 1752 — Фридрих Максимилиан фон Клингер (ум. 1831), немецкий поэт и писатель, генерал-лейтенант в Российской Империи.
- 1754 — Николя-Тома Боден (ум. 1803), французский путешественник, моряк, исследователь Австралии, участник французской экспедиции к берегам Австралии (1800—1804).
- 1760 — Теодор Шмальц (ум. 1831), немецкий юрист, публицист, 1-й ректор Берлинского университета им. Фридриха Вильгельма.
- 1781 — Рене Лаэннек (ум. 1826), французский врач, один из основоположников клинико-анатомического метода в медицине, изобретатель стетоскопа.
- 1782 — граф Фёдор Толстой (ум. 1846), русский аристократ и авантюрист, участник Первого русского кругосветного плавания (1803) и Бородинского сражения, дядя писателя Льва Толстого.
- 1796 — Филипп Франц фон Зибольд (ум. 1866), немецкий естествоиспытатель и исследователь Японии.
- 1800 — Людовико Липпарини (ум. 1856), итальянский художник.

### XIX век
- 1807 — епископ Игнатий (в миру Дмитрий Брянчанинов; ум. 1867), епископ Русской церкви, богослов и проповедник.
- 1820 — Анри Вьётан (ум. 1881), композитор и скрипач, один из основателей бельгийской национальной скрипичной школы.
- 1821 — Лола Монтес (наст. имя Мария Долорес Элизабет Розанна Гилберт; ум. 1861), ирландская танцовщица и актриса, фаворитка короля Баварии Людвига I.
- 1836 — Густаво Адольфо Беккер (ум. 1870), крупнейший испанский писатель-романтик.
- 1838 — Фёдор Бейльштейн (ум. 1906), российский химик-органик, первый издатель широко известного «Справочника Бейльштейна».
- 1850 — Георг Гафки (ум. 1918), немецкий микробиолог и эпидемиолог, ученик и сотрудник Роберта Коха.
- 1853 — Ярослав Врхлицкий (наст. имя Эмиль Фрида; ум. 1912), чешский поэт, драматург, переводчик
- 1859 — Николай Гамалея (ум. 1949), российский и советский врач, микробиолог и эпидемиолог, академик.
- 1860 — Григорий Грумм-Гржимайло (ум. 1936), русский советский географ, зоолог, исследователь Средней и Центральной Азии.
- 1862 — Мори Огай (ум. 1922), японский писатель, историк, критик и переводчик. Первый президент Имперской академии художеств (1919—1922, сейчас Японская академия искусств).
- 1864 — Эндрю Бартон Патерсон (ум. 1941), австралийский поэт буша, журналист, писатель.
- 1867
  - Уильям Кэдбери (ум. 1957), английский производитель шоколада, разработчик логотипа компании Cadbury.
  - Пётр Шмидт (расстрелян в 1906), российский революционер, лейтенант, один из руководителей Севастопольского восстания 1905 г.

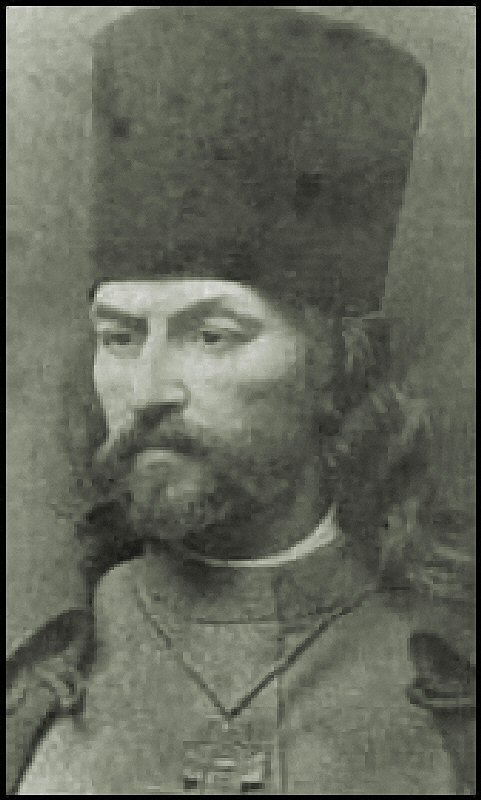
Георгий Гапон

- 1868 — Иосиф Кшесинский (ум. 1942), танцовщик, балетмейстер, заслуженный артист РСФСР.
- 1870 — Георгий Гапон (убит в 1906), русский православный священник, проповедник, политический деятель.
- 1874 — Томас Джон Уотсон (ум. 1956), американский предприниматель, в 1914—1956 гг. главный исполнительный директор компании IBM.
- 1877 — Андре Мажино (ум. 1932), французский военный и политический деятель.
- 1880 — Эрнст Линтон (ум. 1957), канадский футболист, олимпийский чемпион (1904).
- 1888 — Отто Штерн (ум. 1969), немецкий и американский физик, лауреат Нобелевской премии (1943).
- 1890 — Роналд Фишер (ум. 1962), британский естествоиспытатель, один из основателей современной статистики.
- 1892 — Иосиф Слипый (ум. 1984), львовский архиепископ Украинской грекокатолической церкви.
- 1900 — Николай Аносов (ум. 1962), русский советский дирижёр, педагог, историк и теоретик дирижирования, композитор, пианист.

### XX век
- 1901 — Агния Барто (ум. 1981), советская писательница, автор стихов для детей, киносценарист, радиоведущая.
- 1902 — Василий Шатилов (ум. 1995), советский военачальник, Герой Советского Союза.
- 1907
  - Евгений Абалаков (погиб в 1948), советский скульптор и альпинист.
  - Дмитрий Кедрин (погиб в 1945), русский советский поэт, переводчик, журналист.
- 1909 — Елена Кузьмина (ум. 1979), киноактриса, народная артистка РСФСР.
- 1910 — Альфред Мендельсон (ум. 1966), румынский композитор, дирижёр и педагог.
- 1913 — Рене Лейбовиц (ум. 1972), французский музыковед, композитор, дирижёр и педагог.
- 1914 — Хулия де Бургос (ум. 1953), пуэрто-риканская поэтесса.
- 1916 — Раф Валлоне (ум. 2002), итальянский актёр и режиссёр театра и кино, футболист, журналист и партизан.
- 1917 — Кирилл Евстигнеев (ум. 1996), — советский лётчик-истребитель, генерал-майор авиации (1966), дважды Герой Советского Союза (1944, 1945).
- 1918 — Владимир Щербицкий (ум. 1990), первый секретарь ЦК Компартии Украины (1972—1989).
- 1920
  - Иво Каприно (ум. 2001), норвежский режиссёр-аниматор, постановщик кукольных фильмов.
  - Василий Порик (расстрелян в 1944), лейтенант РККА, участник Сопротивления во Франции, Герой Советского Союза.
  - Эллестон Тревор (урожд. Тревор Дадли Смит; ум. 1995), английский писатель.
- 1922 — Сергей Медынский (ум. 2014), советский и российский кинооператор-документалист, педагог.
- 1925 — Хэл Холбрук (Гарольд Роув Холбрук мл.; ум. 2021), американский актёр, лауреат премии «Тони» и 4-х «Эмми».
- 1932 — Николай Булычёв (ум. 2016), советский и российский геомеханик, основоположник механики подземных сооружений.
- 1940 — Джин Питни (ум. 2006), американский певец и музыкант, автор-исполнитель.
- 1943 — Раиса Недашковская, актриса театра и кино, народная артистка Украинской ССР.
- 1947 — Вячеслав Малежик, советский и российский эстрадный певец, автор песен, заслуженный артист РФ.
- 1949 — Виктор Перевалов (ум. 2010), советский и российский киноактёр.
- 1953 — Пертти Карппинен, финский гребец (академическая гребля), трёхкратный олимпийский чемпион в одиночках.
- 1954 — Рене Руссо, американская актриса кино и телевидения, бывшая фотомодель.
- 1957
  - Игорь Бочкин, советский и российский актёр театра и кино, театральный режиссёр, народный артист РФ.
  - Лорина Маккеннитт, канадская певица и композитор, музыкант.
- 1958 — Сергей Балтача, советский футболист, серебряный призёр чемпионата Европы (1988).
- 1961 — Илона Броневицкая, советская и российская эстрадная певица, киноактриса, теле- и радиоведущая.
- 1963 — Майкл Джордан, американский баскетболист, 6-кратный чемпион НБА.
- 1965 — Майкл Бэй, американский кинорежиссёр и кинопродюсер.
- 1966 — Томас Форсберг (псевд. Куортон; ум. 2004), шведский музыкант-мультиинструменталист, основатель группы «Bathory».
- 1967 — Евгений Гришковец, российский драматург, театральный режиссёр, киноактёр, музыкант, писатель, телеведущий.
- 1969
  - Давид Дуйе, французский дзюдоист, двукратный олимпийский чемпион (1996, 2000), многократный чемпион мира
  - Василий Кудинов (ум. 2017), советский и российский гандболист, двукратный олимпийский чемпион (1992, 2000)
  - Жоан Льянерас, испанский велогонщик, двукратный олимпийский чемпион.
- 1970 — Томми Мо, американский горнолыжник, олимпийский чемпион.
- 1971 — Дениз Ричардс, американская актриса кино и телевидения, фотомодель.
- 1972
  - Билли Джо Армстронг, американский гитарист, певец, автор песен, актёр, основатель группы Green Day.
  - Андрей Чемеркин, российский тяжелоатлет, олимпийский чемпион (1996), 4-кратный чемпион мира.
- 1976 — Денис Майданов, российский певец, автор-исполнитель песен, актёр, музыкальный продюсер.
- 1981
  - Джозеф Гордон-Левитт, американский актёр, кинорежиссёр, композитор, сценарист, продюсер.
  - Пэрис Хилтон, американская актриса кино и телевидения, певица, автор песен, фотомодель, дизайнер.
- 1982 — Адриано, бразильский футболист, обладатель и лучший бомбардир Кубка Америки (2004)
- 1986 — Дафни Оз, американская писательница, журналистка и телеведущая.
- 1988 — Василий Ломаченко, украинский боксёр, двукратный чемпион мира и Олимпийских игр, чемпион Европы.
- 1989 — Корд Оверстрит, американский актёр и музыкант.
- 1991
  - Бонни Райт, британская актриса, режиссёр, сценарист, продюсер.
  - Эд Ширан, британский певец, гитарист и автор песен, актёр, лауреат двух премий «Грэмми».
- 1992 — Меган Джетт Мартин, американская актриса, певица, гитаристка, пианистка, танцовщица и фотомодель.
- 1993 — Марк Маркес, испанский мотогонщик, 6-кратный чемпион мира в классе MotoGP.
- 1995 — Мэдисон Киз, американская теннисистка, бывшая седьмая ракетка мира.
- 1998
  - Моргенштерн, российский рэп-исполнитель и блогер.
  - Адам Фокс, американский хоккеист.
- 1999 — Алекс де Минор, австралийский теннисист.

### XXI век
- 2002 — Келли Сильдару, эстонская фристайлистка, чемпионка мира и призёр Олимпийских игр.

## Скончались

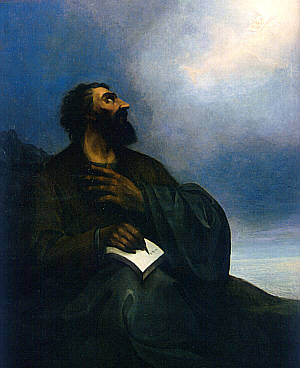
Месроп Маштоц

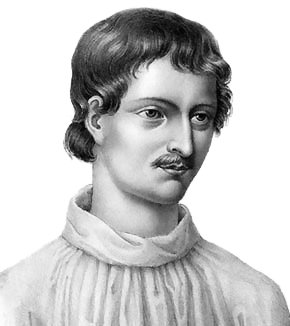
Бруно

См. также: Категория:Умершие 17 февраля

### До XIX века
- 306 — Феодор Тирон, христианский святой, почитаемый в лике великомученика.
- 364 — Флавий Клавдий Иовиан (р. 331), римский император (363—364).
- 440 — Месроп Маштоц (р. 361 или 362), армянский учёный-монах, просветитель, создатель армянского алфавита.
- 1554 — Джулиано Буджардини (р. 1475), итальянский художник эпохи Возрождения.
- 1600 — Джордано Бруно (р. 1548), итальянский философ и поэт (сожжён инквизицией).
- 1673 — Мольер (настоящее имя и фамилия Жан Батист Поклен; р. 1622), французский драматург.
- 1719 — граф Борис Шереметев (р. 1652), русский военный деятель и дипломат, генерал-фельдмаршал.
- 1732 — Луи Маршан (р. 1669), французский органист, клавесинист и композитор.
- 1796 — Джеймс Макферсон (р. 1736), шотландский поэт.

### XIX век
- 1827 — Иоганн Генрих Песталоцци (р. 1746), швейцарский педагог.
- 1856 — Джон Брэм (р. 1774), английский певец.
- 1856 — Генрих Гейне (р. 1797), немецкий поэт, публицист и литературный критик.
- 1874 — Адольф Кетле (р. 1796), бельгийский математик, астроном, метеоролог, социолог.
- 1875 — Атис Кронвалдс (р. 1837), латышский педагог и общественный деятель, идеолог младолатышей.
- 1880 — Николай Гольц (р. 1800), российский артист балета, хореограф, педагог.
- 1887 — Владимир Глики (р. 1847), русский медик, приват-доцент Московского университета, доктор медицины.
- 1892 — Дмитрий Завалишин (р. 1804), русский морской офицер, декабрист, публицист.

### XX век
- 1905 — Сергей Александрович (р. 1857), великий князь, сын императора Александра II, генерал-губернатор Москвы (1891—1905).
- 1907 — Генри Олкотт (р. 1832), американский эзотерик, основатель и первый глава Теософского общества.
- 1909
  - Джеронимо (р. 1829), военный предводитель чирикауа-апачей.
  - Владимир Александрович (р. 1847), великий князь, сын Александра II, генерал-адъютант, генерал от инфантерии.
- 1910 — Елизавета Дурново-Эфрон (р. 1854), российская деятельница революционного движения
- 1912 — Иван Трутнев (р. 1827), русский художник.
- 1919
  - сэр Уилфрид Лорье (р. 1841), премьер-министр Канады (1896—1911).
  - Вера Холодная (р. 1893), русская звезда немого кино.
- 1925 — Никодим Кондаков (р. 1844), русский историк византийского и древнерусского искусства.
- 1926 — Ян Цепляк (р. 1857), первый епископ Войска Польского, католический митрополит Могилёвский (1917—1924).
- 1933 — Токтогул Сатылганов (р. 1864), киргизский поэт, один из зачинателей национальной литературы.
- 1934
  - Альберт I (р. 1875), король Бельгии (1909—1934).
  - Зигберт Тарраш (р. 1862), один из крупнейших шахматистов и теоретиков шахмат.
- 1935 — Винцас Мицкявичюс-Капсукас (р. 1880), литовский деятель международного коммунистического движения.
- 1936 — Хайрем Перси Максим (р. 1869), американский изобретатель, один из создателей оружейного глушителя.
- 1943 — Константин Богаевский (р. 1872), русский советский художник-пейзажист.
- 1944 — Валя (Валентин) Котик (р. 1930), советский пионер-герой.
- 1958 — Петр Безруч (р. 1867), австрийский и чехословацкий поэт, прозаик, писавший на чешском языке.
- 1962 — Бруно Вальтер (р. 1876), немецкий дирижёр, интерпретатор произведений Моцарта, Бетховена.
- 1970
  - Шмуэль Агнон (р. 1888), израильский писатель, лауреат Нобелевской премии (1966).
  - Андрей Малышко (р. 1912), украинский советский поэт, переводчик.
  - Альфред Ньюман (р. 1900), американский кинокомпозитор и дирижёр.
- 1971 — Леонид Соболев (р. 1898), русский советский писатель-маринист.
- 1972 — Гавриил Попов (р. 1904), советский композитор, автор музыки к фильмам.
- 1980 — Грэхем Вивиан Сазерленд (р. 1903), английский живописец, график и дизайнер.
- 1982
  - Телониус Монк (р. 1917), американский пианист и композитор, один из создателей современного джаза.
  - Ли Страсберг (р. 1901), американский театральный режиссёр и педагог.
- 1984 — Павел Батицкий (р. 1910), Маршал Советского Союза, Герой Советского Союза.
- 1986 — Джидду Кришнамурти (р. 1896), индийский мыслитель и проповедник.
- 1988
  - Александр Башлачёв (р. 1960), русский рок-поэт, автор и исполнитель песен.
  - Юрий Овчинников (р. 1934), советский академик, химик, биохимик.
- 1989 — Ги Лярош (р. 1921), французский кутюрье.
- 1994 — Александр Чаковский (р. 1913), писатель, главный редактор «Литературной газеты» (1962—1988).
- 1996
  - Эрве Базен (р. 1911), французский писатель, президент Академии Гонкуров.
  - Николай Старостин (р. 1902), советский футболист, один из создателей и капитан футбольной команды «Спартак».
- 1998 — Эрнст Юнгер (р. 1895), немецкий писатель.

### XXI век
- 2002 — Лев Кулиджанов (р. 1924), кинорежиссёр, народный артист СССР.
- 2004
  - Софья Головкина (р. 1915), артистка балета, педагог, балетмейстер, народная артистка СССР.
  - Витаутас Кубилюс (р. 1928), литовский литературный критик и литературовед.
- 2005 — Элизабет Сёрл Лэм (р. 1917), поэтесса, «первая леди американского хайку».
- 2006
  - Юрий Лонго (наст. фамилия Головко; р. 1950), российский парапсихолог, иллюзионист.
  - Евгений Самойлов (р. 1912), актёр театра и кино, народный артист СССР.
- 2007
  - Анатолий Алексеев (р. 1928), советский и российский геофизик, академик.
  - Юрга Иванаускайте (р. 1961), литовская художница, писательница.
  - Морис Папон (р. 1910), французский коллаборационист, в годы войны высокопоставленный функционер режима Виши.
- 2009 — Валерий Прокошин (р. 1959), русский поэт.
- 2014 — Владислав Казенин (р. 1937), композитор и музыкант, народный артист РФ, председатель Союза композиторов России.
- 2024 — Леван Тедиашвили (р. 1948), советский грузинский борец вольного стиля и самбист; двукратный чемпион Олимпийских игр (1972, 1976), чемпион мира по вольной борьбе (1971, 1973—75), чемпион мира по самбо (1973). Заслуженный мастер спорта СССР (1971).

## Народный календарь, приметы и фольклор Руси
Николай Студёный (от Студийского).
- На Николая морозы бьют.
- Время звериных свадеб (Николай — волчий сват)[10].
- Если лес почернел, значит следует ждать оттепель.
- Коли длинные сухие еловые ветви сгибаются — будет метель, а коли распрямляются — погода будет благоприятной[11].